# Xã Salt Creek, Quận Jackson, Indiana
Xã Salt Creek (tiếng Anh: Salt Creek Township) là một xã thuộc quận Jackson, tiểu bang Indiana, Hoa Kỳ. Năm 2010, dân số của xã này là 344 người.